# Keglestub
En keglestub er en kegle, hvor toppen er skåret af.
Arealet af den krumme overflade på en keglestub er givet ved
{\displaystyle A=\pi s\,(R+r)}
hvor:
- {\displaystyle R} er radius i den store cirkulære endeflade.
- {\displaystyle r} er radius i den lille cirkulære endeflade.
- {\displaystyle s} er afstanden mellem de to cirkelperiferier.

{\displaystyle s} kan udregnes vha. Pythagoras sætning (a²+b²=c²). a: keglestubbens højde, b: {\displaystyle R}-{\displaystyle r} og c: {\displaystyle s}.
Altså: {\displaystyle h^{2}+(R-r)^{2}=s^{2}}

Rumfanget (Volumen) af en keglestub er givet ved
{\displaystyle V={\frac {1}{3}}\,h\,\pi \,(R^{2}+r^{2}+R\,r)}
hvor:
- {\displaystyle h} er højden i figuren
- {\displaystyle R} er radius i den store cirkulære endeflade.
- {\displaystyle r} er radius i den lille cirkulære endeflade.

## Bevis for rumfangs formel
Ovenstående formel kan findes ved at benytte reglen for udregning af volumen for omdrejnings legemer.
For en funktion {\displaystyle y=f(x)} som drejes 360˚ omkring x-aksen mellem punkterne {\displaystyle a} og {\displaystyle b}, kan man finde volumen af det frembragte omdrejnings legeme ved dette udtryk
{\displaystyle V=\int _{a}^{b}\pi f(x)^{2}\,dx}
For en keglestub gælder {\displaystyle f(x)=r+x\cdot {\frac {R-r}{h}}} og det ønskede omdrejnings volumen findes med {\displaystyle a=0} og {\displaystyle b=h}.
{\displaystyle V=\int _{0}^{h}\pi \left(r+x\cdot {\frac {R-r}{h}}\right)^{2}\,dx}
{\displaystyle V=\pi \int _{0}^{h}\left(r^{2}+x^{2}\cdot \left({\frac {R-r}{h}}\right)^{2}+2\cdot r\cdot x\cdot {\frac {R-r}{h}}\right)\,dx}
{\displaystyle V=\pi \left.\left(x\cdot r^{2}+{\frac {1}{3}}x^{3}\cdot \left({\frac {R-r}{h}}\right)^{2}+2\cdot r\cdot {\frac {1}{2}}x^{2}\cdot {\frac {R-r}{h}}\right)\right|_{0}^{h}}
{\displaystyle V={\frac {1}{3}}\,\pi \,h\,\left(R^{2}+r^{2}+R\,r\right)}

Volumenet for en keglestub-skal med konstant tykkelse kan ud fra ovenstående vises at være
{\displaystyle V=\pi \,h\,t\,(R+r-t)}
hvor:
- {\displaystyle t} er skallens tykkelse målt parallelt med bunden og toppen.
- {\displaystyle R} og {\displaystyle r} er keglestubben udvendige mål

Hvis tykkelsen er målt vinkelret på skallens overflade skal {\displaystyle t} erstattes med
{\displaystyle t=T\,{\frac {\sqrt {(R-r)^{2}+h^{2}}}{h}}}
hvor:
- {\displaystyle T} er skallens tykkelse målt vinkelret på den skrå overflade.